# Віджаясена
Віджаясена (*বিজয় সেন, д/н —1159) — 2-й магараджа з династії Сена, що правив у 1096—1159 роках.

## Життєпис
Про молоді роки мало відомостей. Ймовірно воював разом з батьком проти зовнішніх ворогів. Після смерті у 1096 році Ґемантасени стає магарджею. Він продовжив війни проти держави Пала, після чого переміг царство Гауда, приєднавши його володіння до своїх.
Після цих звитяг Віджаясена вирішив остаточно приєднати землі Пала. Для цього було побудовано річкову флотилію, яка по Гангу рушила на північ. Він відвоював східну Бенгалію у роду Варманів, частину північної Бенгалії у Пала. Заснував столиці Віджаяпур (західна бенгалія) та Вікрамапур (східна Бенгалія). Вдерся до держави Камарупи (сучасний Ассам). Також Віджаясені вдалося змусити визнати свою зверхність правителів Мітхіли та Калінги.